# Otto Blumenfeld

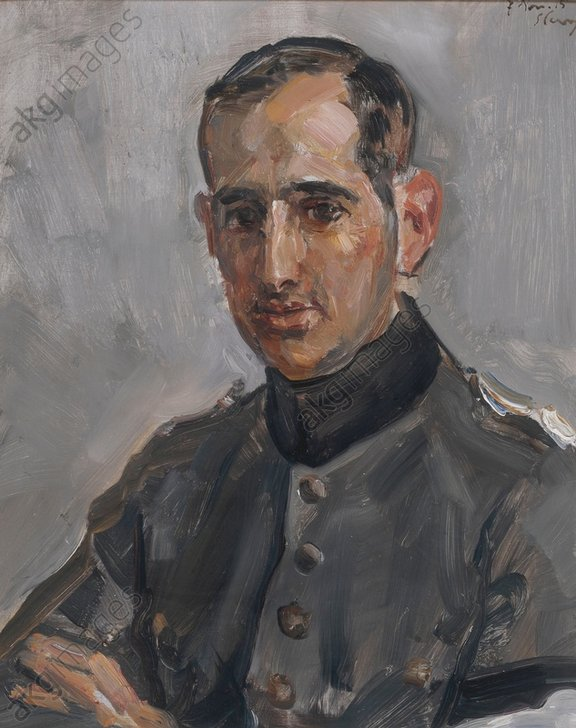
Otto Blumenfeld, Gemälde von Max Slevogt (1915)

Otto Blumenfeld (* 16. August 1883 in Hamburg; † 26. Juli 1975 in West Dean, Seaford) war ein deutscher Reedereimanager, Kaufmann und Kunstsammler.

## Leben und Wirken
Otto Blumenfeld war der Sohn des Kaufmanns Bernhard Blumenfeld und seiner Frau Helene, geb. Karpeles. Seine Geschwister waren der Bruder Ernst sowie die Schwestern Martha und Clara.
Blumenfeld war Direktor der Norddeutschen Kohlen- und Kokswerke AG in Hamburg, zudem Leiter der Reederei und Kohlenimportfirma Bernhard Blumenfeld KG mit Sitz im Chilehaus. Er war auch Mitbesitzer des Rennstalles „O. Blumenfeld und R. Samson“ (seit 1922). Bis 1933 war er im Vorstand der Freunde der Kunsthalle und des Kunstvereins Hamburg. 1939 musste er gezwungenermaßen seine Position als Geschäftsführer der Reederei Blumenfeld KGaA aufgegeben, weil er als Jude unter die Nürnberger Rassengesetze fiel, und emigrierte nach England.
Blumenfeld besaß eine bedeutende Sammlung deutscher und französischer Kunst. 1915 schuf der impressionistische Künstler Max Slevogt ein Porträt und 1925 der Bildhauer Friedrich Wield eine Bronzeskulptur des Kunstsammlers. Vom 9. Oktober 1946 stammt seine Stellungnahme im Entnazifizierungsverfahren für Hildebrand Gurlitt, der Leiter des Hamburger Kunstvereins war, und der aufgrund seines Eintretens für die moderne Kunst 1933 zum Rücktritt gezwungen wurde. Der mit ihm befreundete Maler Ivo Hauptmann war von 1923 bis 1939 in seiner Firma beschäftigt.
Sein Neffe war Erik Blumenfeld.